# Щепанув (Сьредський повіт)
Щепанув (пол. Szczepanów, нім. Stephansdorf) — село в Польщі, у гміні Шрода-Шльонська Сьредського повіту Нижньосілезького воєводства.
Населення — 1529 осіб (2011).
У 1975-1998 роках село належало до Вроцлавського воєводства.

## Демографія
Демографічна структура станом на 31 березня 2011 року:
|          | Загалом | Допрацездатний вік | Працездатний вік | Постпрацездатний вік |
| -------- | ------- | ------------------ | ---------------- | -------------------- |
| Чоловіки | 767     | 165                | 539              | 63                   |
| Жінки    | 762     | 135                | 482              | 145                  |
| Разом    | 1529    | 300                | 1021             | 208                  |